# Kalmansaari (ö i Kajanaland, Kehys-Kainuu)
Kalmansaari är en ö i Finland. Den ligger i sjön Ilvesjärvi och i kommunen Hyrynsalmi i den ekonomiska regionen  Kehys-Kainuu  och landskapet Kajanaland, i den centrala delen av landet, 500 km norr om huvudstaden Helsingfors. Öns area är 0,6 hektar och dess största längd är 100 meter i nord-sydlig riktning.